# Fiat Ulysse
Fiat Ulysse je velkoprostorový vůz vyráběný v letech 1994–2010 jako společný projekt koncernu PSA a Fiatu.

## Popis
Výroba začala v roce 1994. Automobil se vyráběl ve dvou generacích – první v letech 1994–2002 a druhá v letech 2002–2010. Výroba byla ukončena v roce 2010, automobil byl nahrazen modelem Freemont.

## Fiat Ulysse I
Výroba začala v roce 1994 a byla ukončena v roce 2002, automobil byl nahrazen svojí druhou verzí. Byl v mnohém shodný s Citroënem Evasion, Peugeotem 806 a Lancií Zeta.

## Fiat Ulysse II
Výroba začala v roce 2002 a ukončena byla v roce 2010, automobil byl nahrazen modelem Freemont.

## Fiat Ulysse III
Ulysse vznikající od roku 2022 je obdobou dalších automobilů ze skupiny Stellantis + Toyota (Citroën Spacetourer, Toyota ProAce Verso, Opel/Vauxhall Zafira Life, Peugeot Traveller).